# ريكاردو كروز (محامي)
ريكاردو كروز (بالإنجليزية: Ricardo Cruz)‏ هو محامي أمريكي، ولد في 1 يوليو 1943، وتوفي في 21 يوليو 1993 بسبب سرطان الرئة.